# Jasmijn Van Hoof
Jasmijn Van Hoof (3 februari 1991) is een Vlaams actrice.
Van Hoof studeerde aan het Antwerpse Conservatorium en aansluitend studeerde ze Audiovisuele Kunsten - Assistentie aan het Rits, een departement van de Erasmushogeschool Brussel.
Vanaf 14 november 2012 vertolkte ze de rol van Stefanie Coppens in de VTM-soap Familie. In maart 2016 verdween Stefanie voor een jaar uit de reeks, doordat Van Hoof een grote reis maakte. Op 15 juni 2021 raakte bekend dat Van Hoof na 9 jaar afscheid nam van de reeks. Op 24 augustus 2021 was het personage Stefanie de laatste keer te zien in de soap. Sinds februari 2024 is het personage terug te zien in de reeks.
In de zomer van 2013 speelde ze een gastrol in één aflevering van de zomersoap Binnenstebuiten op VTM. In 2015 had ze ook een kleine rol in de VTM-reeks Altijd Prijs. Van december 2021 tot maart 2022 vertolkte ze de rol van Mia in de telenovelle Lisa.

## Tv- en filmrollen
- Familie (2012-2016, 2017, 2017-2021, 2024-heden) - als Stefanie Coppens
- Binnenstebuiten (2013) - als Lindsey
- Altijd Prijs (2015) - als naaister
- 13 Geboden (2018) - als Chloë Clement
- Lisa (2021-2022) - als Mia